# Bear Pole

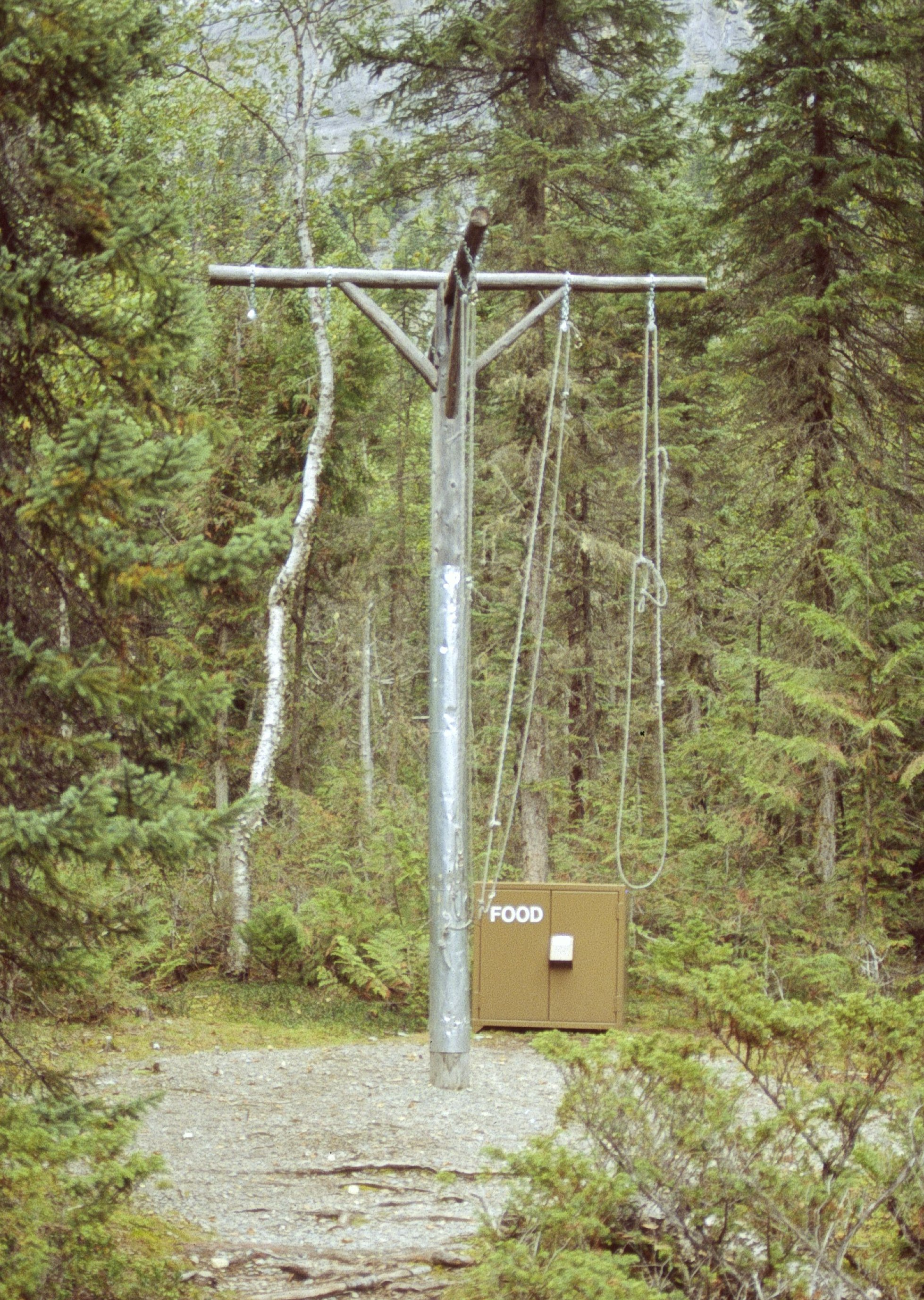
Bear Pole, Berg Lake Trail, Kanada

Als Bear Pole wird eine auf den Campingplätzen Nordamerikas weit verbreitete Pfostenkonstruktion bezeichnet, die Lebensmittel vor dem Zugriff von Bären schützen soll.
Der Pfosten hat dabei eine glatte Oberfläche (meistens metallbeschlagen), die verhindert, dass Bären an ihm hochklettern können. Die zu schützenden Lebensmittel werden mittels einer Seilkonstruktion nach oben gezogen. Wichtig bei der Konstruktion ist ein Abstand von mindestens drei Metern zu den umstehenden Bäumen.
Auf den meisten Campgrounds wurde diese Konstruktion durch bear resistant food container ersetzt oder ergänzt – in die Nahrungsmittel von Besuchern einzulagern sind, um keine Bären anzulocken.